# Rock and Roll (ples)
Akrobatski Rock'n'Roll (v nadaljevanju R'n'R) je atletska, tekmovalna oblika plesa, ki izvira iz plesa "lindy hop". Za razliko od lindy hop plesa je rock'n'roll "koreografsko zasnovan predvsem za nastopanje". Pleše se ga ali v paru ali t. i. formaciji, skupini ki jo sestavljajo ženske ali štiri do osem parov skupaj. Navadno je to zelo hiter in fizično zahteven ples.

## Zgodovina
Z razvojem glasbenega Rock'n'Roll žanra so se razvili tudi plesi, skladni z R'n'R glasbo. Od svinga, ki se pojavi okoli leta 1920, do lindy hop plesa, prvega plesa v paru, ki je vseboval elemente akrobatike. Leta 1940 so lindy hop priredili hitrejšemu ritmu in s tem ustvarili plesni stil poznan kot boogie woogie.
Knjiga o plesu iz leta 1959 R'n'R opisuje kot ples "izvajan brez nepotrebne napetosti, telo in noge so fleksibilne, in s tem omogočajo fizično, ritmično izražanje usklajeno z glasbo." "...ples, ki dopušča veliko prostora za osebno izražanje in stilsko, gibalno in ritmično interpretacijo. Osnovni plesni ritem je "Quick, Quick, Slow , Slow" (hitro, hitro, pošasi, počasi).

## Osnove in tehnika
Tako kot ostale oblike plesa, se je tudi R'n'R po vsem svetu razvijal skozi čas. Čeprav odvisno od lokacije, osnovni 6 taktni korak poteka sledeče: Vodilni plesalec (pri plesnih parih običajno moški) začne z levo nogo in sicer: kick prestopni korak (kick ball change), kick (brca z levo nogo), kick (brca z desno nogo). Plesalec, ki ga vodilni vodi (ženska) pa osnovni korak začne z desno nogo; kick prestopni korak, kick (z desno), kick (z levo).
Najbolj očitne značilnosti akrobatskega R'n'R-a so njegovi kicki (brce po zraku) in akrobatski elementi kot so dvigi, skoki, meti in obrati. Današnji R'n'R je tekmovalni ples, ki je osredotočen na šov in z nekdanjim R'n'R gibanjem, razen imena, nima veliko skupnega. Pleše se ga v paru (moški-ženska) ali v formaciji. Skozi čas je doživel veliko sprememb: 6 taktni osnovni korak je zamenjal 9 taktni osnovni korak, s svojim značilnim kick prestopnim korakom. Nekatere od značilnosti oz karakteristik so tudi tehnike kot je plesalčevo gibanje, s katerim plesalko iz sedečega položaja vrže v zrak ali eden od osnovnih elementov, pri katerem plesalka stopi na njgove toke in jo plesalec vrže v zrak, kjer izvaja osupljive skoke. Zaradi zahtevne tehnike, hitrosti in akrobatike je R'n'R ples, ki zahteva veliko fizično zmogljivost in ga zato pogosto plešejo mlajši plesalci.

## Plesne kategorije
Svetovna R'n'R konfederacija (WRRC) priznava naslednje plesne skupine oz razrede na mednarodnih tekmovanjih:
- Mladi, juniorji: akrobatika ni dovoljena. Plesalci oz pari stari 14 let ali manj
- Mladinci: dovoljene so največ štiri akrobacije oz akrobatske poteze, v skladu z varnostnimi predpisi kategorije
- B-razred: plesalci v vsakem od krogov tekmovanja odplešejo dva plesna programa; t. i. talni program, brez akrobatike, kjer je poudarek na tehniki in delu nog in drugi t. i. akrobatski program, ki zahteva šest akrobacij. Plesalec lahko plesalko pri akrobacijah vrže v zrak, vendar obrati (salte) niso dovoljeni. Starostna omejitev je minimalno 14 let
- A-razred (glavni razred): tako kot v B-razredu se izvaja dva plesna programa. Razlika je v tem, da so tu dovoljene skoraj vse akrobacije (dvigi, skoki, meti, obrati). Minimalna starost je 15 let.

Nacionalna združenja imajo velikokrat še dodatne razrede (npr C-razred, za tekmovalce začetnike), vendar pa so običaj zgoraj našteti 4 tekmovalni razredi (lahko pa pride do odstopanj pri določenih pravilih).

## Oblačila oz tekmovalni dresi
Danes plesalci oz tekmovalni pari R'n'Rja ne nosijo kril in kavbojk tako kot izvirni R'n'R plesalci, temveč barvne kostume, narejene iz elastičnih umetnih vlaken, ki jih za njih izdelajo za-to kvalificirani krojači. Razlog za to je predvsem v tem, da so akrobatski elementi vse bolj in bolj nevarni, kar zahteva tako svobodo gibanje kot tudi vzdržljivost materialov, da se prepreči trganje. Pomembnejši element pri R'n'R plesu so čevlji. Njihovi podplati morajo imeti t. i. "slip&grip" značilnost. Pri talnih programih so najpogostejša obutev lahki jazz copati, medtem ko akrobatski programi zahtevajo večjo podporo, predvsem pri plesalkah, tako da tu običajno uporabljajo superge narejene za aerobiko.

## Organizacija
Svetovna Rock'n'Roll konfederacija (WRRC) je organizacija, ki skrbi za nacionalna in mednarodna pravila in smernice za turnirje. Organizira svetovne turnirje, evropska in svetovna prvenstva, ki potekajo vsako leto, tako za pare kot tudi za formacije. Vsi mednarodni tekmovalci so razvrščeni glede na točke, ki jih pridobivajo skozi tekmovanja.
Prihodnost akrobatskega R'n'Rja se zdi svetla; upanje in glavni cilj pa je, da bi ples v bližnji prihodnosti postal del olimpijskih iger. WRRC je danes priznana s strani MOKa (Mednarodni Olimpijski Komite).